# Episodi di Unsolved
La prima stagione della serie televisiva Unsolved, intitolata Unsolved: The Murders of Tupac and the Notorious B.I.G., è stata trasmessa negli Stati Uniti su USA Network dal 27 febbraio al 1º maggio 2018.
In Italia la stagione è stata resa interamente disponibile sul servizio di streaming on demand Netflix il 27 febbraio 2019.
| n° | Titolo originale       | Titolo italiano        | Prima TV USA     | Prima TV Italia  |
| -- | ---------------------- | ---------------------- | ---------------- | ---------------- |
| 1  | Wherever It Leads      | Ovunque ti porti       | 27 febbraio 2018 | 27 febbraio 2019 |
| 2  | Nobody Talks           | Non parla nessuno      | 6 marzo 2018     | 27 febbraio 2019 |
| 3  | The Mack               | Il Mack                | 13 marzo 2018    | 27 febbraio 2019 |
| 4  | Take Your Best Shot    | Tira a indovinare      | 20 marzo 2018    | 27 febbraio 2019 |
| 5  | The Art of War         | L'arte della guerra    | 27 marzo 2018    | 27 febbraio 2019 |
| 6  | East Coast, West Coast | East Coast, West Coast | 3 aprile 2018    | 27 febbraio 2019 |
| 7  | Half the Job           | Metà lavoro            | 10 aprile 2018   | 27 febbraio 2019 |
| 8  | Tupac Amaru Shakur     | Tupac Amaru Shakur     | 17 aprile 2018   | 27 febbraio 2019 |
| 9  | Christopher            | Christopher            | 24 aprile 2018   | 27 febbraio 2019 |
| 10 | Unsolved?              | Irrisolto?             | 1º maggio 2018   | 27 febbraio 2019 |